# Der Preis (Oper)
Der Preis ist eine Oper in einem Akt und sechs Szenen von Karl Ottomar Treibmann nach dem Libretto von Harald Gerlach. Sie entstand zwischen 1975 und 1979 im Auftrag des Rates des Bezirkes Erfurt und der Städtischen Bühnen Erfurt und wurde am 1. März 1980 als „Werkstattinszenierung“ in Erfurt uraufgeführt.

## Handlung
Die Oper spielt in der DDR der 1970er Jahre. Hauptperson ist der todkranke Wissenschaftler Jos, der einen Preis für sein Lebenswerk, die Erfindung einer Maschine, erhalten soll. Er wird am Abend vor der Feier von Visionen und Erinnerungen heimgesucht, die ihm sein Versagen klarmachen: Er hat das Leben seiner Frau ruiniert, und auch seine Erfindung ist fehlerhaft und in hohem Maße riskant für die Umwelt.

### Erste Szene
Die Oper beginnt im Stillen auf der dunklen Bühne. In einem geräumigen Zimmer wartet eine Frau. Eine elektrische Klingel läutet. Die Frau, Maja, unterhält sich mit dem Arzt, der ihren seit langem schwerkranken Mann behandelt. Er muss in die Klinik eingeliefert werden. Doch gerade an diesem Abend findet der Festakt der Preisverleihung für seine Erfindung statt. Obwohl die beiden flüstern, um die Schwere seiner Krankheit vor Jos geheim zu halten, weiß er längst darüber Bescheid.

### Zweite Szene
Die Szene ist nun in geisterhaftes Licht getaucht. Jos erscheinen die Erzengel Gabriel und Michael, die ihn „auf allerhöchsten Rat und Beschluss“ abholen wollen. Michael unterläuft ein Fauxpas, als er hinzufügt, dass die „Selektion“ erst „auf der Rampe“ geschehe. Jos entgegnet, dass er noch nicht bereit sei, weil man ihm noch einen Preis verleihen wolle. Die Engel verabschieden sich mit den Worten „Fürchte dich nicht! Bald werden wir gemeinsam jubilieren.“

### Dritte Szene
Erste Vision. Die Stimme von Jos Jugendfreund Adi spottet: „Hast die Engel singen hören, bist am Boden?“ Jos erkennt erst jetzt den Wert der Zeit.
Erste Erinnerung. In ihrer Jugend begegnen Jos und Adi einem Angler, die sie auf die gesellschaftliche „Notwendigkeit“ hinweist. Dieses Wort zerfällt in seine beiden Bestandteile „Not“ und „Wendigkeit“. Jos will eher in die Wüste gehen, statt wie die Masse zu singen, zu hungern und zu denken.
Zweite Vision. Höhnisch lachend zieht sich der Angler zurück. Jos ist nicht „in die Wüste“ gegangen, sondern hat aufgrund von Adis Ratschlägen seine Utopien aufgegeben. Die beiden trinken zusammen. Jos erzählt Adi von seiner Erfindung, einer hypothetischen Maschine, die Kohlenhydrate in Energie umwandeln soll. Er erkennt, dass diese nicht funktioniert. Adi fragt Jos, warum er sich damals seiner Verantwortung entzogen hat.
Zweite Erinnerung. Adi ist Vorarbeiter an der Jugendfront. Seine Arbeiter beklagen sich über die schlechten Arbeitsbedingungen und leere Versprechungen. Als Jos sich auf ihre Seite stellt, ist Adi empört über seinen Verrat. Adi wird von den Arbeitern erschlagen. Jos flüchtet.
Dritte Vision. Jos weist Adis Vorwürfe zurück. Schließlich hat er im Leben seinen Platz gefunden. Adi zieht sich zurück.

### Vierte Szene
Maja bemerkt, dass Jos getrunken hat. Jos geht nicht darauf ein. In seinen Gedanken rechtfertigt er sich noch immer gegen die Vorwürfe Adis.
Erste Vision. Begegnung mit Mephir. Der Teufel Mephir erscheint Jos in einer neuen Vision. Obwohl er ihn sofort erkennt, glaubt er ihm, dass er noch einmal von vorne beginnen könne. Der nun physisch sichtbare „Stein des Anstoßes“ sei aufgrund seines Lochs ein Bumerang. Jos wirft ihn, doch der Stein kehrt nicht zurück. Mephir erklärt, dass der Stein ein Hühnergott war, der nur Glück bringe, wenn man ihn bei sich trage. Jos aber habe ihn fortgeworfen. Das Glück sei nun unwiederbringlich verloren.
Zweite Vision. Majas Klage. In dieser Vision erkennt Jos, dass er auch an Majas Unglück die Schuld trägt.
Dritte Vision. Adis Abrechnung. Adi erklärt Jos, dass er lebenslang an seinem Irrtum festgehalten habe, weil er sich vor einem Neuanfang fürchtete. Der Putz bröckelt, und das Gebäude seiner Lebenslüge bricht zusammen.

### Fünfte Szene
Preisvision. Jos nimmt auch die Preisverleihung in einer Vision wahr. Man sieht einen pantomimisch auftretenden Redner und klatschende feierlich gekleidete Herren. Jos erklärt, dass sein Modell lediglich eine unbewiesene Hypothese sei und unvorhersehbare Schäden verursachen könne. Er wolle den Preis nicht mehr annehmen, da er diese Schuld nicht auf sich nehmen wolle. Doch die erstarrte Gesellschaft will die Probleme nicht wahrhaben. Seine Einwände werden ignoriert.

### Sechste Szene
Nachdem erneut die Klingel ertönt, verfliegt die Vision. Gabriel, Michael und auch der Teufel Mephir erscheinen, um Jos endgültig abzuholen. Jos zeigt sich enttäuscht, dass ihm keine Zeit mehr bleibt, seinen Irrtum zu widerrufen – doch die Engel führen lediglich Aufträge aus. Allerdings geraten sie mit Mephir in Streit darüber, ob Jos in den Himmel oder in die Hölle soll. Mephir hat „verbriefte Rechte“, Gabriel und Michael dagegen „Brief und Siegel“. Um die Frage auf höherer Ebene klären zu lassen, müssen sie die Angelegenheit vertagen. Die Klingel ertönt zum dritten Mal, und Jos erwacht aus seinem Albtraum. Er hat nur eine einzige Sekunde gedauert.

## Gestaltung
Das Modell der Oper weist einige Gemeinsamkeiten mit Paul Dessaus Oper Einstein auf. In beiden Fällen geht es um einen Wissenschaftler, der von der Wirkung seiner Erfindung schockiert ist, sie aber nicht mehr zurückziehen kann.:473 Der Figur des Arztes ist der Typus eines „seelenlosen, mechanisch funktionierenden Wissenschaftlers“. Er steht in der Tradition ähnlicher Rollen in Bergs Wozzeck, Prokofjews Der feurige Engel oder Schostakowitschs Die Nase. Der Arzt wie auch der Angler und der Redner sind Variationen des Mephisto-ähnlichen Teufels Mephir.:472
Der Librettist Gerlach verwendet provozierende Wortspiele und schroffe Gegensätze. So greift der Engel Michael gerne auf Bibelzitate zurück, nutzt aber auch die Phrase von der „Selektion“. Ähnlich überraschende Wirkungen erzielt auch Treibmann mit seinen überraschend einsetzenden Zitaten klassischer Werke von Mozart oder Bach.:473 Zur Preiszeremonie erklingt der Eingangschor „Jauchzet, frohlocket“ aus dem Weihnachtsoratorium.:16 Fragmente der Sinfonie g-Moll beenden die Oper – kontrapunktiert vom Ticken eines Metronoms. In g-Moll stand bereits die Diagnose des Arztes zu Beginn der Oper. Die Musikwissenschaftlerin Ulrike Liedtke beschrieb die Komposition folgendermaßen: „Eine psychologisch vielschichtige, hintergründige Musik charakterisiert Personen und Situationen zwischen Bewegungsversuchen und lähmender Stagnation: Motive oder Akkorde schaffen dramaturgische Bezüge. Maja singt in Melismen und wird von einem Klarinettenmotiv begleitet, Adi bevorzugt sprachverständliche, rezitativische Floskeln, Jos leidenschaftliche ariose Ausbrüche.“ Hinzu kommen Collagen, Montagen, Parodien, Aleatorik und vielfältige weitere musikalische Mittel.:17f Die dritte Szene im Zentrum der Oper ist durch einen besonderen Zwölfklang aus einer Quartschichtung charakterisiert. Dieses Intervall steht traditionell für den Bereich des Todes.:472f

### Instrumentation
Die Orchesterbesetzung der Oper enthält die folgenden Instrumente::459
- Holzbläser: zwei Flöten (1. auch Piccolo), zwei Oboen, zwei Klarinetten, zwei Fagotte
- Blechbläser: zwei Hörner, zwei Trompeten, zwei Posaunen
- Elektronische Orgel
- Schlagzeug 1: Vibraphon, Kleine Trommel, Pauken, High Hat, Becken, Nietenbecken, Gong, Tamtam, drei Tempelblocks, Maracas, Triangel
- Schlagzeug 2: Xylophon, Glockenspiel, Röhrenglocken, Pauken, drei Bongos, Becken, Gong, Tamtam, drei Holztrommeln, Maracas, Triangel, Metallfolie
- Streicher: sechs Bratschen, sechs Violoncelli, vier Kontrabässe
- vorbereitetes Tonband
- Einzelne Instrumentalisten spielen zeitweise Maracas, Kastagnetten, Holztrommeln, Schellentamburin, Sistrum, Ratsche und Gurke

Die reduzierte Bläserfassung für Kammerbühnen benötigt zwei Flöten, eine Oboe, zwei Klarinetten sowie Fagott, Horn, Trompete und Posaune.

## Werkgeschichte
Der Preis ist Karl Ottomar Treibmanns erste Oper und die erste seiner drei Gemeinschaftsarbeiten mit dem Librettisten Harald Gerlach. Es folgten 1983–85 Scherz, Satire, Ironie und tiefere Bedeutung (nach Christian Dietrich Grabbe) und 1986–87 Der Idiot (nach Fjodor Dostojewski).:468f Ein weiteres Projekt nach Arthur Schnitzlers Reigen wurde aufgrund eines Intendantenwechsels nicht fertiggestellt.:86,125
Die Oper entstand zwischen 1975 und 1979 im Auftrag des Rates des Bezirkes Erfurt und der Städtischen Bühnen Erfurt. Aufgrund von Differenzen zwischen dem Komponisten und dem Librettisten über die Themenwahl zog sich die Arbeit hin. Während Gerlach sich auf den Schluss von Goethes Faust beziehen und diesen kommentieren wollte (sein bereits existierender erster Entwurf von 1974 trug den Titel Kleesucher.:62 Faust glaubt noch im Sterben an das freie Volk auf freiem Grunde.:16), bevorzugte Treibmann ein von seinem Lehrer Paul Dessau und dessen Librettisten Karl Mickel in ihrer Oper Einstein (1974) genutztes Modell. Es erwies sich als schwierig, diese beiden Ansatzpunkte miteinander zu kombinieren. Erst nachdem der Auftraggeber einschritt, konnte die Arbeit zum Abschluss gebracht werden.:471
Treibmann selbst berichtete in einem Brief an seine Eltern vom 29. Mai 1978 über weitere Probleme mit der Theaterleitung, die nach einem ersten instrumentalen Vorspiel der Oper die Arbeit zunächst ablehnte – wofür er hauptsächlich den Kapellmeister Ude Nissen verantwortlich machte. Nach Eingaben der Autoren und weiteren Gesprächen wurde zunächst nur eine konzertante Aufführung zugestanden, bevor man sich auf eine szenische Aufführung im Rahmen einer Musiktheaterwerkstatt einigte.:64 Während der Proben gab es Unstimmigkeiten mit dem Orchester, das Mühe hatte, sich auf die ungewohnte Musik einzustellen, und am 22. Februar 1980 regelrecht revoltierte.:67
Am 1. März 1980 kam die Oper erstmals als Werkstattinszenierung in Erfurt auf die Bühne.:64f Die musikalische Leitung hatte Ulrich Faust. Regie führte Günther Imbiel.:104 Die Aufführung war ausverkauft,:70 wurde sowohl vom Publikum als auch von Fachleuten begeistert gefeiert und von Kritikern als „ultima ratio, als ein möglicher Wendepunkt“ in der Geschichte des Musiktheaters der DDR bezeichnet.:473 Sie animierte politische Diskussionen über die gesellschaftliche Verantwortung in einem ideologisch gelenkten System.:18 Diese politische Brisanz der Oper mit ihren Themen Umweltschutz (Erfurt lag in der Nähe des Bitterfelder Industriegebiets) und Friedensbewahrung führte dazu, dass die Rezension der Leipziger Volkszeitung einer Aspirantin zufiel, da sich kein anderer Kritiker fand, und das Neue Deutschland erst mehr als vier Monate später über die Aufführung berichtete.:18
Dennoch blieb die Oper erfolgreich. Sie wurde im Radio übertragen und als Gastspiel zur Musikbiennale in Berlin und zu den Dresdner Musikfestspielen eingeladen. Es folgten weitere Inszenierungen in Plauen (1981), Halle (1984, mit reduzierter Besetzung) und Rudolstadt (1990).:70:474